# سرگرمی رسانه‌ای
سرگرمی رسانه‌ای (انگلیسی: Infotainment) یا اطلاعات سرگرمی، اطلاعاتی تفریحی و نامطلوب است که به نوعی رسانه‌ای ارائه می‌شود که ترکیبی از اطلاعات و سرگرمی است.
این اصطلاح همچنین می‌تواند به محصولات و سیستم‌های سخت‌افزاری / نرم‌افزاری اشاره نماید که برای وسیله نقلیه ساخته می‌شود یا در وسیله نقلیه به منظور افزایش تجربه راننده یا مسافر اضافه شود.
بر طبق واژه‌نامه‌های بسیاری، اطلاعات سرگرمی همیشه تلویزیون است و اصطلاح «عمدتاً غیرقابل قبول است»
با این وجود، بسیاری از وبسایتهایی که اطلاعات خود را معرفی می‌کنند وجود دارند که انواع توابع و خدمات را ارائه می‌دهند. بسیاری از آنها شامل چندین وب سایت و برنامه‌های کاربردی روزافزون اجتماعی هستند که روزانه میلیون‌ها کاربر در سراسر جهان از آنها استفاده می‌کنند.